# Yeouinaru (métro de Séoul)
Yeouinaru est une station sur la ligne 5 du métro de Séoul, dans l'arrondissement d'Yeongdeungpo-gu.